# Löhma
Löhma település Németországban, azon belül Türingiában. Lakosainak száma 284 fő (2023. december 31.). Löhma Schleiz és Kirschkau községekkel határos.

## Népesség
A település népességének változása:
| Lakosok száma | 270  | 262  | 279  | 287  | 284  |
|               | 2017 | 2019 | 2021 | 2022 | 2023 |